# 2014 في الأرجنتين
فيما يلي قوائم الأحداث التي وقعت خلال عام 2014 في الأرجنتين.

## رياضة
- 1 يناير – رالي الأرجنتين 2014
- 13 يوليو – نهائي كأس العالم لكرة القدم 2014 الفائز منتخب ألمانيا لكرة القدم.

## ظهور
- 1 فبراير – بوبكورن تايم

## وفيات

### يناير
- 14 يناير – خوان خيلمان (مواليد 1930) شاعر أرجنتيني.

### أبريل
- 11 أبريل – فيكتور ماتيور (مواليد 1930) ممثل أرجنتيني.
- 13 أبريل – إرنستو لاكلو (مواليد 1935)

### يوليو
- 7 يوليو – ألفريدو دي ستيفانو (مواليد 1926) لاعب كرة قدم أرجنتيني.
- 30 يوليو – خوليو غرندونا (مواليد 1931) موظف أرجنتيني.

### سبتمبر
- 4 سبتمبر – جستافو سيراتي (مواليد 1959)